# Mirko Bizjak
Mirko Bizjak, slovenski rudarski inženir, partizan in gospodarstvenik, * 3. januar 1920, Pribišje, † 14. april 1999, Topolšica
Bizjak je od 1938 do 1941 študiral montanistiko v Ljubljani. Član KPS je postal 1940. V NOB je sodeloval od 1941, bil interniran v Italiji, po kapitulaciji Italije pa se je 1943 pridružil partizanom na Primorskem.
Po koncu vojne je nadaljeval študij montanistike v Ostravi, kjer je 1947 diplomiral na Visoki rudarski šoli. Od 1948 do 1951 je bil upravnik jame v Rudarsko-topilniškem bazenu Bor, nato od 1951 do 1954 v Majdanpeku glavni direktor rudnika pirita in od 1954 do 1961 direktor rudnika bakra v Majdanpeku, katerega gradnjo je tudi vodil. Potem je od 1961 do 1965 kot glavni direktor v mestu Bor vodil kombinat Bor.
V letih 1965 do 1969 je bil sekretar za industrijo in energetiko pri Zvezni gospodarski zbornici v Beogradu in od 1969 do 1974 njen predstavnik v Bruslju. Po vrnitvi domov je bil med 1980 do 1983 glavni direktor Rudarsko-energetskega kombinata Velenje; vodil je dograditev Premogovnika Velenje in TE Šoštanj.